# Ämmänsaaribanan
| Unknown BSicon "ABZg+l" |

| Station on track |

| Junction both to and from left |

| Unknown BSicon "eBST" |

| Unknown BSicon "ABZgr" |

| Small non-passenger station on track |

| Unknown BSicon "eHST" |

| Non-passenger station/depot on track |

| Unknown BSicon "eHST" |

| Non-passenger station/depot on track |

| Unknown BSicon "eABZgl" |

| Non-passenger end station |

| Unknown BSicon "ABZg+l" |

| Station on track |

| Junction both to and from left |

| Unknown BSicon "eBST" |

| Unknown BSicon "ABZgr" |

| Small non-passenger station on track |

| Unknown BSicon "eHST" |

| Non-passenger station/depot on track |

| Unknown BSicon "eHST" |

| Non-passenger station/depot on track |

| Unknown BSicon "eABZgl" |

| Non-passenger end station |

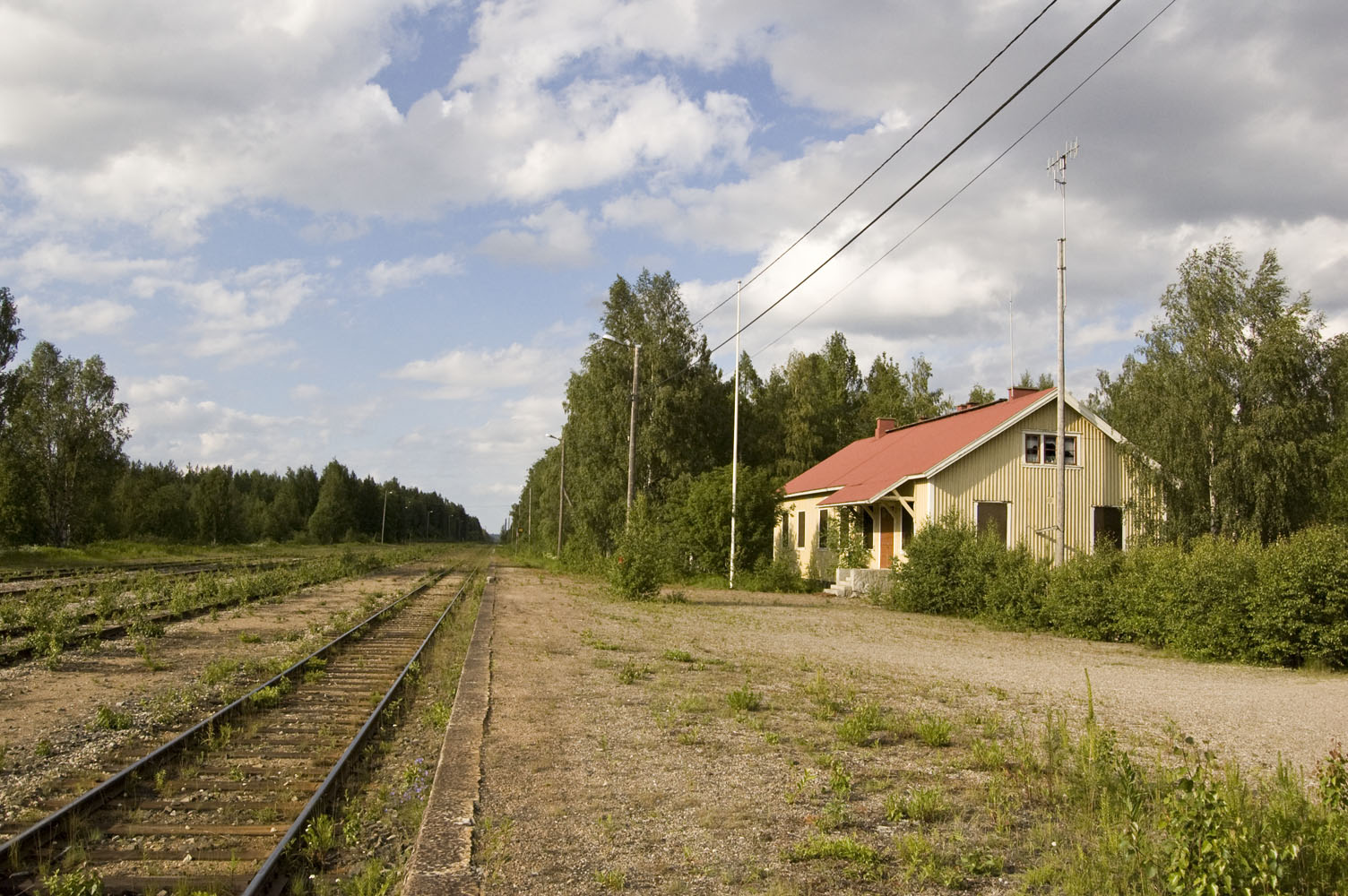
Hyrynsalmi järnvägsstation.

Ämmänsaaribanan är en del av en det finländska järnvägsnätet och sträcker sig från Kontiomäki station i Paldamo till Ämmänsaari station i Suomussalmi. Tidigare hörde även banan mellan Pesiökylä och Taivalkoski till bansträckningen och då kallades bansträckningen för Taivalkoski-Ämmänsaari-banan. Banan blev helt klar 1961. Bansträckningen Pesiökylä–Taivalkoski stängdes den 1 juli 2004 och bevakningen upphörde den 4 augusti. Persontrafik upphörde den 15 juli 1982. 
Taivalkoskibanan betjänade i huvudsak Mustavaara-gruvan, men även timmerfrakt förekom.

## Stationer

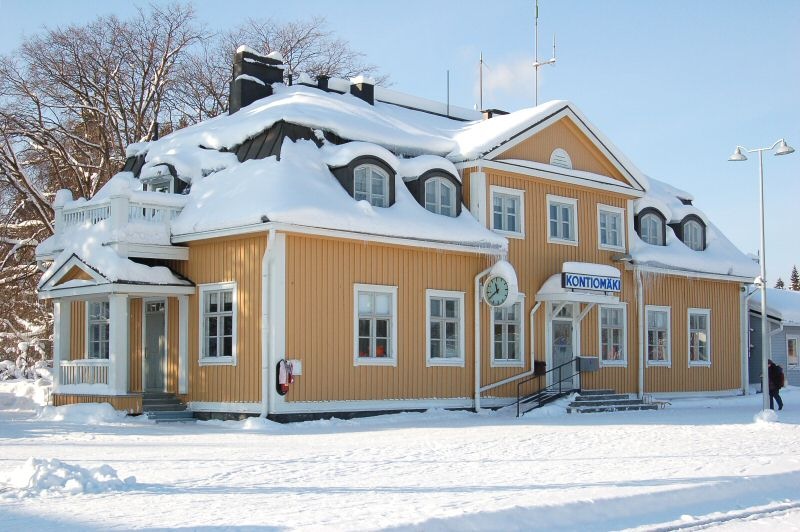
Kontiomäki
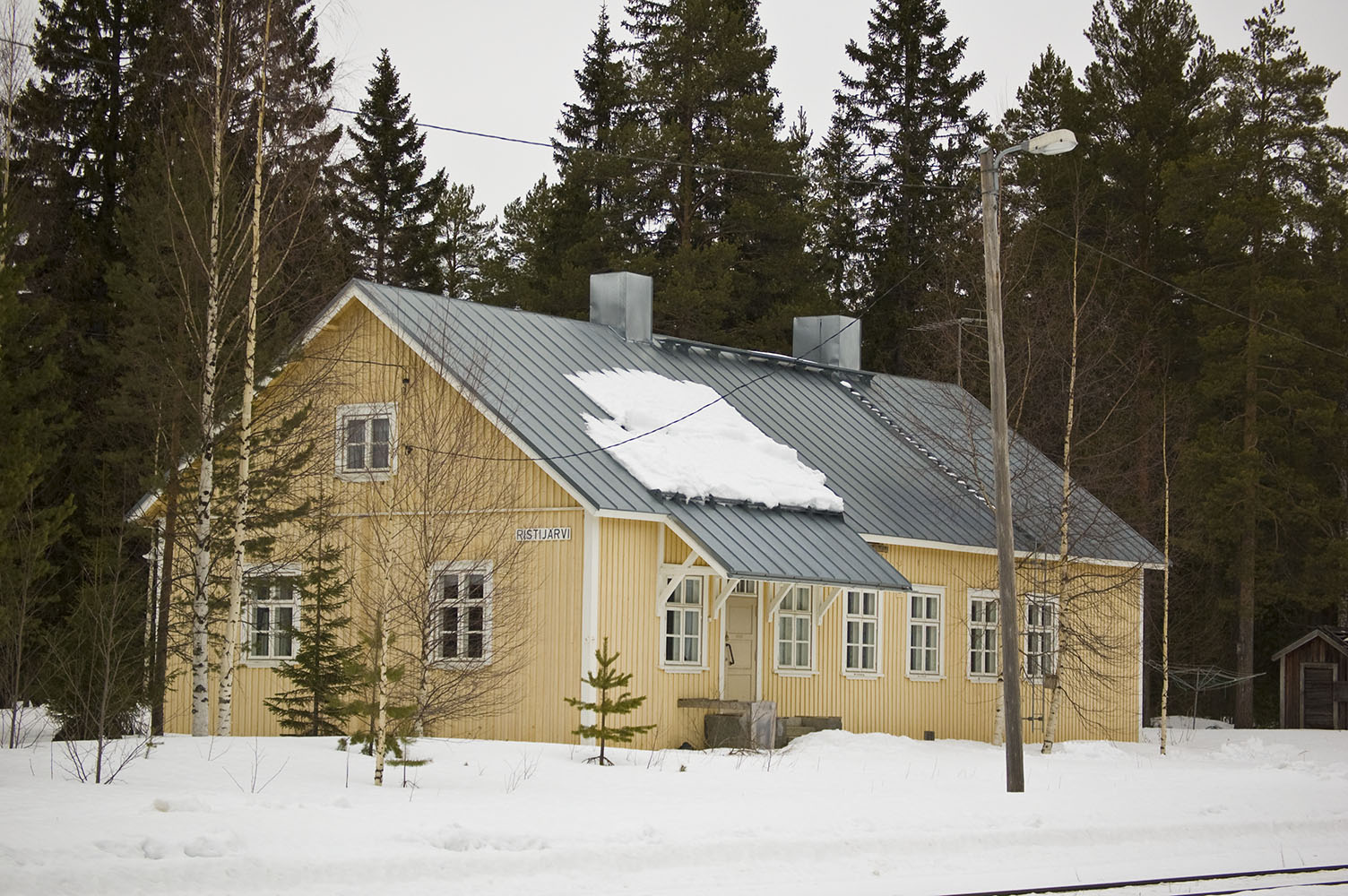
Ristijärvi
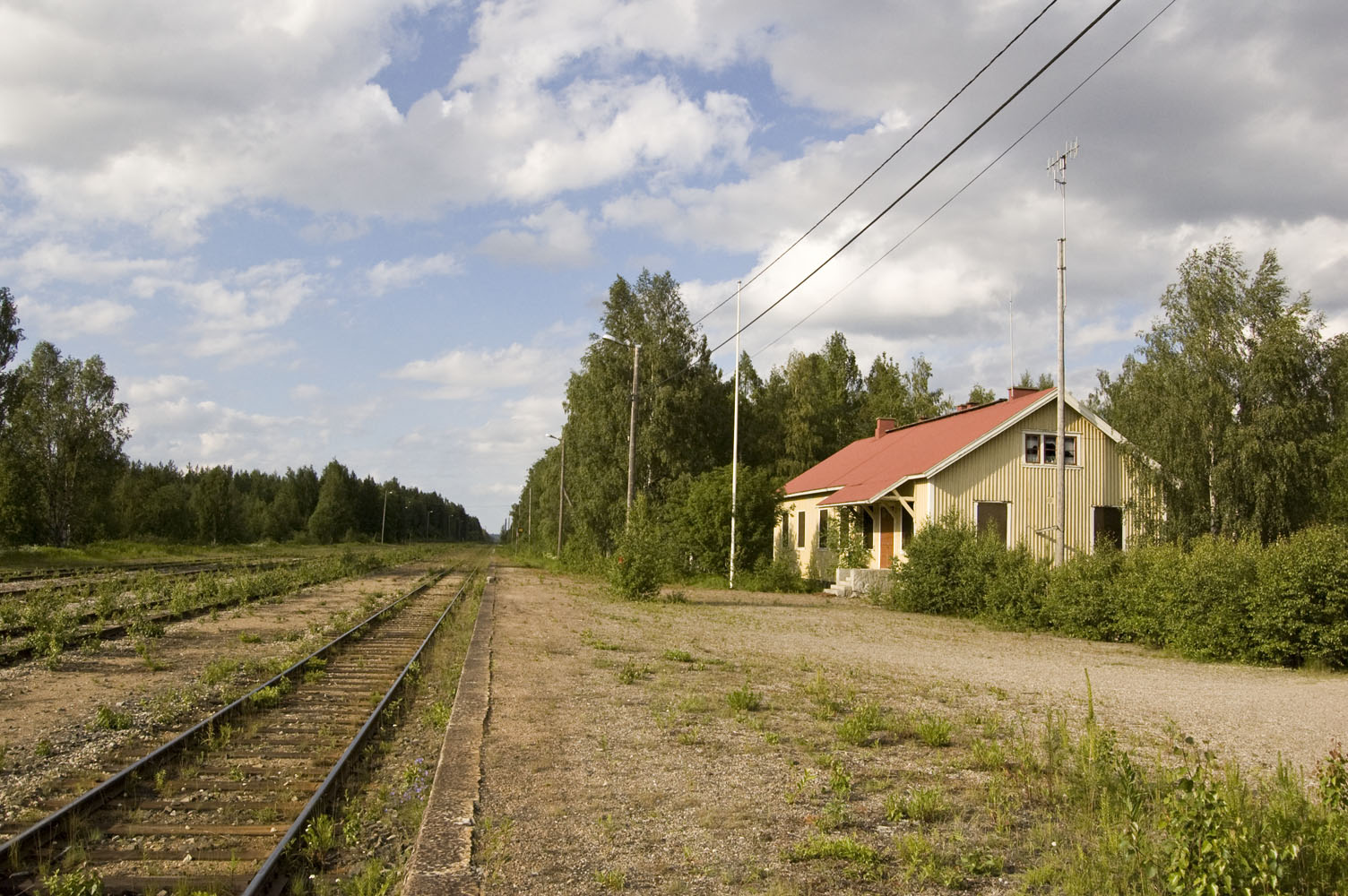
Hyrynsalmi
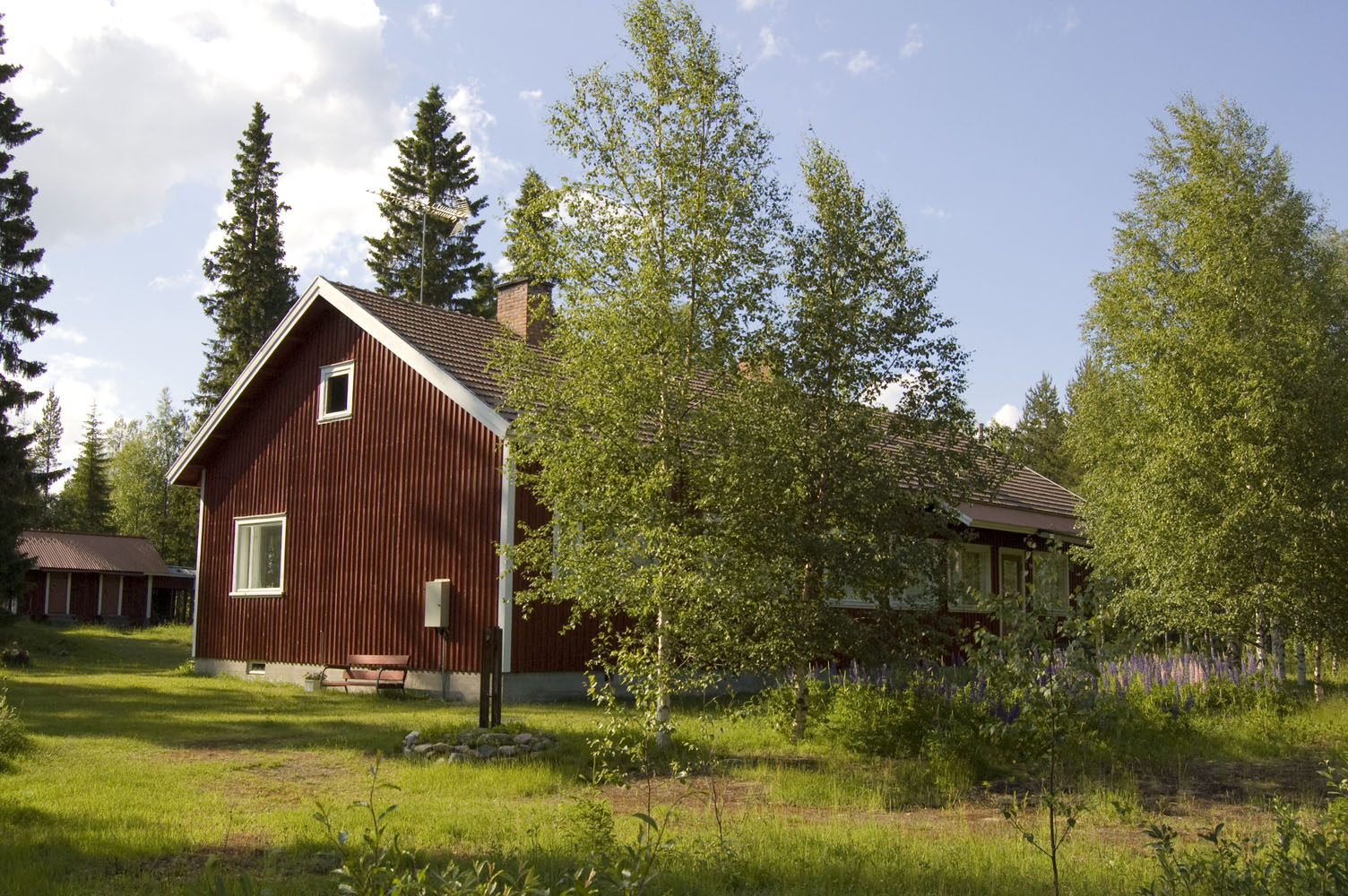
Laaja
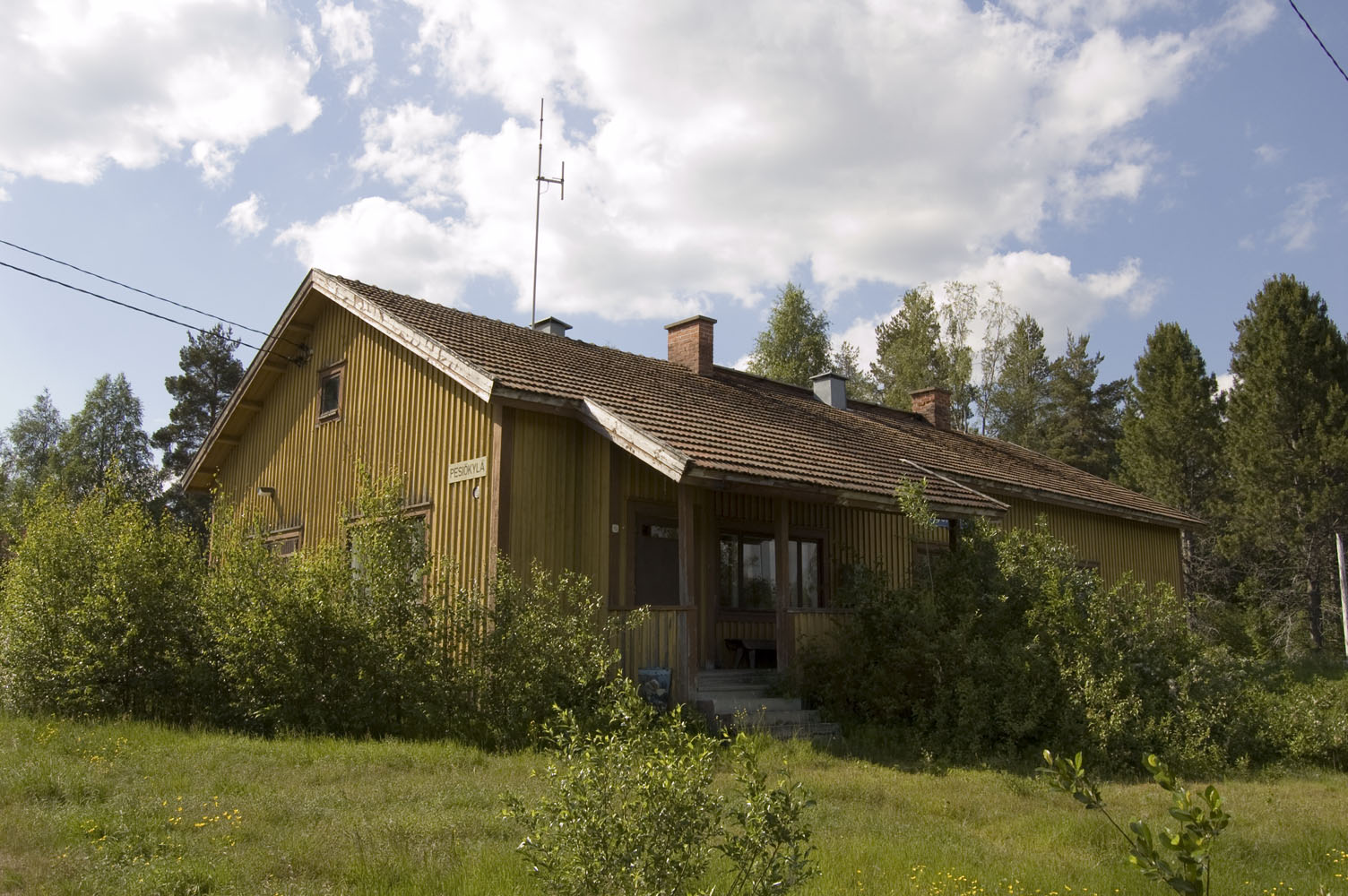
Pesiökylä
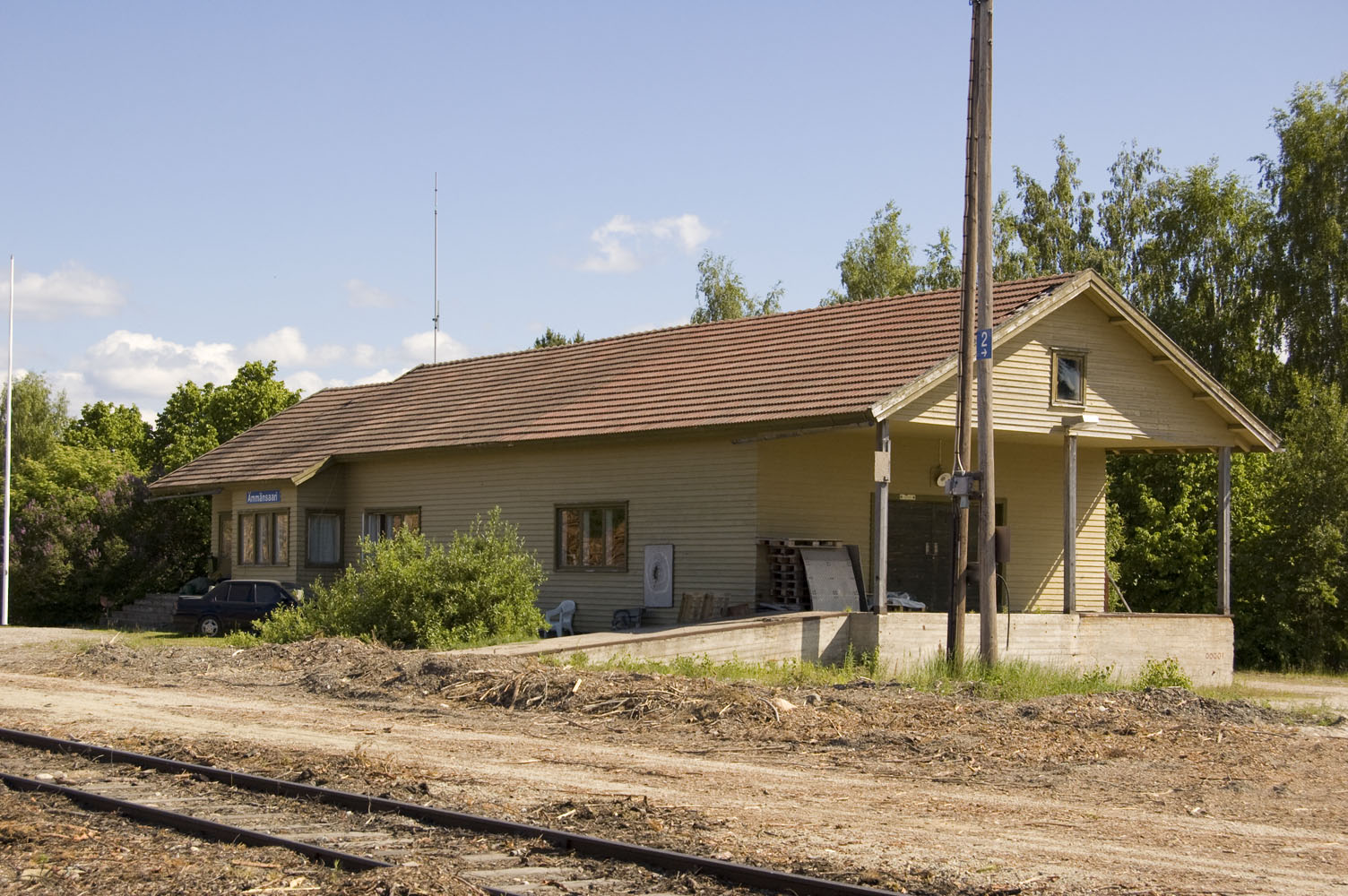
Ämmänsaari